# Fat Chord
«Fat Chord» (укр. жирний акорд) — український бойз-бенд. Гурт грає на класичних музичних інструментах всесвітньо відому різножанрову музику, від класики до року.

## Історія
Гурт з'явився влітку 2013 року в місті Івано-Франківську за ініціативи двох студентів (3 курс музичного училища) Ротермана Богдана (скрипка) та Ростислава Гірника (контрабас). Поштовхом для створення колективу стало бажання зіграти улюблені рок хіти у власній інтерпретації та на академічних інструментах. Учасниками колективу стали ще гітарист та скрипаль. Таким складом почали виступати на вулицях міста. Популярність серед мешканців зростала, перехожі з цікавістю зупинялися послухати колектив і охоче кидали гроші у футляр для скрипки.
Слухачі завжди говорили, що музичне виконання "дуже жирне". Так комплімент став назвою "Fat Chord" - жирний акорд. Ця назва припала до душі колективу і добре запам'ятовувалась слухачам. Згодом хлопці почали виступати в клубах, пабах, ресторанах та інших популярних місцях міста. Брали участь в благодійних заходах та концертному житті музичного училища. Влітку 2014 року Fat Chord вперше виступає на місцевому фестивалі "Купала Фест".
Здавалося підлітковий музичний експеримент закінчується, два учасники (Ротерман та Гірник) переїжджають у Київ у зв'язку з вступом до консерваторії НМАУ ім. П. І. Чайковського. Проте з'являться можливість організувати останній повномасштабний концерт , який буде названий "прощальним". Виступ пройшов вдало. Ця подія мала великий резонанс для культурного життя міста. Переїхавши до Києва Богдан та Ростислав вирішують відродити колектив у новому складі. Гітаристом стає Роман Гаврилюк, віолончель - Валентин Москаленко. Група дає свої перші виступи в столиці: Harley Davidson - Відкриття мото сезону 2015, Street music by Alfa jazz fest, Kyiv beer fest, а також участь у численних благодійних акціях. Згодом до основного складу долучається скрипаль -  Максим Романюк. Повне формування колективу завершилось на початку 2016 року, в Fat Chord прийняли барабанщика Олега Пахомова та Dj Dimka Jr. - Дмитро Решетніка, які дебютували на Чистофест 2016.

## Учасники[2]
- Богдан Ротерман — перша скрипка
- Максим Романюк — друга скрипка
- Валентин Москаленко — віолончель
- Роман Гаврилюк — гітара
- Олег Пахомов — ударні
- Ростік Гірник — контрабас
- Дмитро Решетник (Dimka Jr.) — DJ

## Фестивалі
- Міжнародний музичний фестиваль «Єврокласик» 2015
- Street music by Alfa jazz fest 2015[3]
- Harley Davidson Відкриття мото-сезону 2015
- Kiev Beer Fest 2015
- ЧИСТОFEST («Зробимо Україну чистою разом») 2016[4]
- AIFF / Фестиваль Американського Кіно «Незалежність» 2016
- щорічні Дні Вуличної Музики та Дні Європи в Україні[5]
- та ін.[6]